# 1919 в Україні

## Пам'ятні дати та ювілеї
- 975 з часу початку походу київського князя Ігора Рюриковича на Константинополь та укладення Русько-візантійського мирного договору у 944 році;
- 950 років з часу початку другого Балканського походу київського князя Святослава у 969 році.
- 900 років з початку правління Ярослава Мудрого, Великого князя Київської  Русі у 1019 році.
- 775 років з часу у 1144 році:
  - створення Галицького князівства та перенесення князем Володимирком столиці до Галича. У місті спалахнуло повстання проти його правління, яке Володимирко придушив.
  - створення Галицького (Крилоського) Євангелія — однієї з найдавніших книжних пам'яток Київської Русі у 1144 році.
- 750 років з часу захоплення й розорення Києва об'єднаним військом 12 руських князів, очолюваним Андрієм Боголюбським у 1169 році.
- 650 років з часу початку правління князя Володимира Васильковича (сина Василька Романовича, брата Данила Галицького) на Волині у 1269 році.
- 475 років з часу надання Магдебурзького права місту Житомиру у 1444 році.
- 450 років з часу надання Магдебурзького права місту Бібрці у 1469 році.
- 350 років з часу у 1569 році:
  - укладення Люблінської унії;
  - надання Магдебурзького права місту Яворову;
- 325 років з часу у 1594 році:
  - початку повстання під проводом Северина Наливайка;
  - вперше за свою історію Військо Запорозьке стало повноправним учасником міжнародної коаліції, уклавши договір із «Священною лігою» щодо спільної боротьби проти Османської імперії;
  - закладення замку у місті Жовква.
- 300 років з часу у 1619 році:
  - виходу «Граматики» Мелетія Смотрицького — першого повного видання церковнослов'янської  мови в українській редакції;
  - укладення Роставицької польсько-козацької угоди, за якою реєстр обмежувався трьома тисячами козаків і встановлювалася заборона їх походів до турецьких володінь;
  - заснування Спасо-Преображенського Мгарського монастиря;
- 260 років з часу Конотопської битви, в якій українське військо здобуло перемогу над російським (07–09.07.1659);
- 250 років з часу у 1669 році:
  - поділу України на два гетьманства: на Правобережжі гетьманом під османським протекторатом залишився Петро Дорошенко, на Лівобережжі — гетьманом під московським протекторатом проголошено Дем'яна Многогрішного;
  - укладення новообраним лівобережним гетьманом Дем'яном Многогрішним україно-московської угоди — Глухівських статей (16 березня);
  - проголошення альтернативним гетьманом Правобережжя під польським протекторатом Михайла Ханенка;
  - обрання Кошовим отаманом Січі Лукаша Мартиновича.
- 200 років з часу у 1719 році:
  - створення Київської губернії у складі Київської, Орловської, Бєлгородської і Свевської провінцій. До Київської провінції входила Гетьманщина[1].
  - заснування на Слобожанщині Глушківської (Путивльської) суконної мануфактури — однієї з перших в Україні фабрик.[2].
- 150 років з часу укладення Григорієм Сковородою збірника «Басні Харьковскія» у 1769 році.
- 100 років з часу у 1819 році:
  - організації в Полтаві Василем Лукашевичем Малоросійського таємного товариства
  - повстання військових поселенців у Чугуєві;
  - закриття в Полтаві масонської ложі «Любов до істини»;
  - прем'єри п'єси Івана Котляревського «Наталка Полтавка» на сцені полтавського театру;
  - заснування Інституту проблем ендокринної патології імені В. Я. Данилевського Національної академії медичних наук України;
- 75 років з часу заснування «Інституту музики» Галицького музичного товариства (нині — Львівська Національна музична академія імені М. В. Лисенка) у 1844 році.

### Видатних особистостей
- 150 років з дня народження — Івана Петровича Котляревського, українського письменника, поета, драматурга, основоположник сучасної української літератури, громадського діяча.
- 100 років з дня народження — Пантелеймона Олександровича Куліша, українського письменника, фольклориста, етнографа, мовознавця, перекладача, критика, редактора та видавця.
- 100 років з дня народження — Ніколи Артемовича Терещенка, українського підприємця та благодійника, старшого сина засновника династії Терещенків Артемія Яковича Терещенка, почесного громадянина міста Києва.
- 50 років з дня народження — Федора Прохоровича Левитського (Левицького), український оперний і камерний співак (бас), музичний критик, педагог.
- 50 років з дня народження — Михайла Петровича Косача (псевдонім Михайло Обачний), український вчений-метеоролог та письменник, брат Лесі Українки і Ольги Косач-Кривинюк, автор ряду оповідань, друкованих в періодиці.
- 50 років з дня народження — Мирона Омеляновича Тарнавського, українського полководця, генерал-четара УГА та її Начального вождя (команданта, головнокомандувача).
- 40 років з дня народження - Симона Петлюри, Головного отамана УНР, члена  Генерального секретаріату і  Директорії, ключової особи під час  Української революції.

## Події

### Січень
- 3 січня:
  - війська більшовицької Червоної армії захопили Харків і встановили владу Тимчасового радянського уряду України на чолі з Георгієм П'ятаковим.
  - Українська Національна Рада Західноукраїнської Народної Республіки схвалила постанову про з'єднання Західної Української Народної Республіки з Українською Народною Республікою в Києві.
- 6 січня — Тимчасовий робітничо-селянський уряд України своїм декретом проголосив Українську Соціалістичну Радянську Республіку.
- 16 січня — війська Тимчасового робітничо-селянського уряду України без оголошення війни почали наступ на Україну. Директорія УНР оголосила війну більшовицькій Росії.
- 22 січня — на Софійському майдані в Києві Директорія УНР проголосила Акт Злуки про об'єднання Української Народної Республіки і Західноукраїнської Народної Республіки в єдину соборну Україну. ЗУНР було перетворено в Західну область Української Народної Республіки (ЗОУНР).
- 23 — 31 січня — Хотинське повстання під проводом більшовиків проти румунської окупації в якому взяло участь 30 тисяч чоловік.

### Лютий
- 5 лютого  — Більшовики захопили Чернігів, Київ, Фастів. Миколу Щорса призначили комендантом Києва.
- 15 лютого — Українська Національна Рада Західноукраїнської Народної Республіки ухвалила Закон «Про вживання української мови у державних установах»

### Квітень
- 1 квітня — Декретами Ради Народних Комісарів УРСР заповідник Асканія-Нова оголошений народним заповідним парком. У лютому 1921 року він став Державним степовим заповідником УРСР.

### Травень
- 8 травня — Центральною Руською Народною Радою укладено Ужгородський меморандум — рішення про приєднання Закарпаття до Чехословаччини.
- 9 травня — на півдні України почалося велике антибільшовицьке повстання українського селянства, яке очолив начдив Червоної армії Ничипір Григор'єв.
- 25 травня — Рада робітничо-селянської оборони УСРР прийняла таємну постанову про ліквідацію загонів Нестора Махна, які були діючими формуваннями Червоної армії, а сам Махно мав звання комбрига.

### Червень
- 5 червня — початок так званої Чортківська операція Української Галицької Армії (УГА) під час українсько-польської війни (1918—1919 рр.), в ході якої від поляків було звільнено Чортків, Тернопіль, Бучач та Перемишляни і вдалось розгорнути наступ на Львів.
- 25 червня — війська російської Добровольчої армії генерала Антона Денікіна захопили Харків, вибивши з міста війська Червоної армії.
- 28 червня — за політично вмотивованим вироком військового суду розстріляний полковник Армії УНР Петро Болбочан, командир операції із звільнення Криму від більшовиків, який попри політичні розбіжності з керівниками Директорії підтримав їх антигетьманський виступ, але так і не отримав можливості реалізувати себе в повній мірі як полководець.

### Липень
- 17 липня — закінчилась польсько-українська війна — збройний конфлікт між Польщею і Західно-Українською Народною Республікою на території Галичини.
- 29 липня — денікінські війська зайняли Полтаву.

### Серпень
- 18 серпня — добровольча армія Денікіна зайняла Миколаїв.

### Вересень
- 26 вересня — війська отамана Нестора Махна в бою під Перегонівкою прорвали лінію фронту Білої армії, після чого здійснили блискавичний рейд тилами противника і захопили південноукраїнські території від Бердянська до Таганрога.

### Жовтень
- 27 жовтня — війська Нестора Махна зайняли Катеринослав (нині — Дніпро) витіснивши звідти більшовиків.
- 28 жовтня — в Олександрівську (нині — Запоріжжя) розпочав роботу з'їзд представників від селян, робітників і повстанців визволених Революційно-повстанською армією України (махновців) кількох повітів Катеринославської і Таврійської губерній, яка проіснувала до літа 1921 року, коли переслідуваний більшовиками Нестор Махно був змушений перейти румунський кордон.

### Листопад
- 17 листопада — в Одесі делегація Української Галицької армії уклала договір з представниками Добровольчої армії Півдня Росії про припинення бойових дій та перехід УГА під командування Антона Денікіна, що засвідчило про остаточний розрив між УНР та ЗУНР.

### Грудень
- 6 грудня — почався Зимовий похід Дієвої армії Української Народної Республіки (так званий Перший зимовий похід у тилу Збройних сил півдня Росії. Упродовж піврічного рейду центральною Україною тилами спочатку білої, а згодом червоної армії українські бійці зберегли кістяк армії та продовжили боротьбу за державність.
- 8 грудня — коаліція союзників (члени Антанти) визнала східним кордоном Польщі «лінію Керзона», юридично затвердивши окупацію Польщею етнічних українських земель — Холмщини, Лемківщини, Посяння і Підляшшя.

## Особи

### Народились
- 23 січня — Євген Федорович Бандуренко (справжнє прізвище Бондаренко), український радянський поет, сатирик, гуморист.
- 12 лютого — Зено́вій Євста́хович Ке́цало, український художник.
- 7 квітня — Омелян Йосипович Пріцак, український історик, мовознавець, філолог-орієнталіст, засновник і довголітній директор Українського наукового інституту Гарвардського університету.
- 2 червня — Юрій Трохимович Тимошенко (Тарапунька), український естрадний артист, конферансьє (дует «Тарапунька і Штепсель»).
- 11 листопада — Юхим Йосипович Березін (Штепсель), український естрадний артист в дуеті «Тарапунька і Штепсель», Народний артист УРСР (1961).

### Померли
- 16 лютого — Віра Василівна Холодна (Левченко), українська актриса, зірка німого кіно (Пісня торжествуючого кохання, Останнє танго, Мовчи).
- 13 червня — Микола Степанович Рябовіл, український політичний діяч на Кубані, Голова Кубанської Законодавчої Ради Кубанської Народної Республіки.
- 28 червня — Петро Федорович Болбочан, український військовий діяч, полковник Армії УНР.
- 27 липня — Матвій Олександрович Григор'єв (Ничипір Олександрович Серветник), український військовий діяч, полковник Армії Української Держави (1918), Головний Отаман повстанських військ Херсонщини, Запоріжжя і Таврії (1919), керівник антирадянського повстання на Півдні України (1919).
- 30 серпня — Микола Олександрович Щорс, командир більшовицьких загонів під час громадянської війни в Україні.

## Засновані, створені
- 16 жовтня — Житомирський педагогічний інститут (нині — Житомирський державний університет імені Івана Франка).
- Чорнобильський повіт

1919 рік